# Александрия (Румъния)
Вижте пояснителната страница за други значения на Александрия.
Александрия (на румънски: Alexandria) е град в Южна Румъния, югозападно от столицата Букурещ, главен град на окръг Телеорман, с население 58 651 души (2002).
При избухването на Балканската война в 1912 година един човек от Александрия е доброволец в Македоно-одринското опълчение.